# Resolució 378 del Consell de Seguretat de les Nacions Unides
La Resolució 378 del Consell de Seguretat de les Nacions Unides, aprovada el 23 d'octubre de 1975, va considerar un informe del Secretari General de les Nacions Unides i va assenyalar l'evolució de la situació a l'Orient Mitjà. El secretari general va veure que qualsevol relaxació en la recerca de la pau en aquella època era especialment perillosa i va instar a resoldre la situació, a saber, mitjançant l'adaptació del pla establert a la Resolució 338.
Amb aquest propòsit, el Consell va demanar a totes les parts implicades que implementessin immediatament la resolució 338, que renovessin el mandat de la Força d'Emergència de les Nacions Unides durant un any més fins al 24 d'octubre de 1976, i van demanar al Secretari General que presentés un altre informe sobre la situació al final d'aquest any. El Consell també va confiar que la força es mantindria amb "màxima eficiència i economia".
La resolució va ser aprovada per 13 vots; la República Popular de la Xina i Iraq no van participar en la votació.